# NGC 5492
NGC 5492 is een spiraalvormig sterrenstelsel in het sterrenbeeld Ossenhoeder. Het hemelobject werd op 20 april 1792 ontdekt door de Duits-Britse astronoom William Herschel.

## Synoniemen
- UGC 9065
- MCG 3-36-74
- ZWG 103.106
- IRAS 14082+1950
- PGC 50613